# Азас (заповедник)
«Аза́с» — государственный природный заповедник. Расположен в Тоджинском кожууне Республики Тыва.
Создан 11 января 1985 года на базе республиканского заказника «Азас». Входит в состав ассоциации заповедников и национальных парков Алтай-Саянского экорегиона.
Администрация заповедника расположена в селе Тоора-Хем.

## Физико-географическая характеристика
Территория заповедника (300 390 га в границах 1991 г.) расположена в центральной части Тоджинской котловины на северо-востоке Тувы и вытянута в широтном направлении вдоль р. Азас. Географические координаты её крайних точек: север — 52°42', юг — 52°16', восток — 98°42', запад — 96°30'. Восточная граница проходит по административной границе с Республикой Бурятия. Вокруг заповедника создана двухкилометровая охранная зона общей площадью 90 тыс. км².
Тоджинская котловина — огромная межгорная впадина в пределах Алтайско-Саянской горной страны. Это уникальный водосборный бассейн, питающий истоки крупнейшей в Сибири реки — Енисея. Её колоссальные гидроресурсы заключены в густой речной сети и многочисленных озёрах.

### Климат
Климат Тоджинской котловины резко континентальный, умеренно влажный. Невысокое горное обрамление котловины на западе и северо-западе, местами снижающееся до 1300 м (Амыльский перевал), не препятствует северо-западным ветрам, несущим влажный атлантический воздух. Дополнительное увлажнение создают местные осадки за счёт обильных испарений с озёр и болот. Велико влияние на климат высотных поясов.
По средним многолетним данным метеостанции Тоора-Хем, характеризующей низкогорья заповедника, минимальная температура в январе достигает −54 °C. Средняя суточная температура января равна −28,7 C°, июля — +14,6 C°. Годовая температура составляет −5,5 C°. Лето прохладное, нередки летние заморозки. Продолжительность безморозного периода — 52 дня. Сумма среднесуточных температур выше 10 C° равна 10,94 C° , среднегодовая сумма осадков — 343 мм, 60 % которых выпадает летом. Среднегорья и высокогорья характеризуются смягченной континентальностью и увеличением осадков до 600—800 мм.
Фенологическая зима в низкогорье, наступает в конце октября, в начале ноября устанавливается постоянный снежный покров. Высота снега в январе-феврале достигает 25—30 см, в среднегорье — до 80 см и выше. Устойчивый снежный покров залегает в среднем 162 дня и разрушается в конце марта. Снеготаяние заканчивается к середине апреля, в среднегорье — к концу мая, в высокогорье оно растягивается до середины июля.
Вегетация в низкогорных ландшафтах начинается в среднем 24 апреля. В середине мая на этапе зелёной весны покрываются листвой деревья и кустарники. Завершающий этап весны — предлетье отмечается зацветанием в конце мая черёмухи по долинам рек, цветёт большинство ягодников. Лето короткое — не превышает двух месяцев. Его признак — зацветание шиповника во второй половине июня, а уже в середине августа лес пестрит жёлтыми прядями берёз, знаменуя начало золотой осени. К концу первой декады сентября полностью расцвечиваются листопадные деревья и кустарники. Вегетационный период заканчивается 10 сентября. С середины сентября суточные температуры становятся менее +5 C°, происходят регулярные заморозки, быстро желтеет лиственница, формируя глубокоосенний облик ландшафта. В первой половине октября с окончанием опадения хвои лиственницы наступает предзимье, ландшафт становится серым и почти безмолвным.
В высокогорье весна и лето очень сжаты, фон летних минимальных температур не превышает 3 C°. Заморозки вероятны в любое время. Вегетация наступает в середине июня, а уже в первой декаде августа желтеет берёзка круглолистная (ерник) и увядают горные луга, обозначая начало осени.

### Рельеф
Тоджинская котловина по гипсометрическому положению, климату и растительности носит среднегорный характер. Дно котловины повышается с запада на восток с 850 до 2000 метров над уровнем моря. Котловина обрамлена нагорьями с высотами 2300—2900 м, относящимися к трём горным системам. На юге вздымаются горные цепи хребта Академика Обручева, на западе и северо-западе — Западного Саяна, на северо-востоке и востоке — Восточного Саяна. Одна из высочайших точек Восточного Саяна — пик Топографов (3044 м) располагается вблизи восточной границы заповедника, проходящей по водоразделу хребта Большой Саян. К водоразделу приурочена самая высокая горная вершина заповедника — 2912 м.
Заповедник полностью расположен в районе распространения бывшего покровного оледенения, создавшего живописные формы рельефа. Все горные поднятия на его территории относятся к системе Бий-Хемского плоскогорья. Высокогорный хребет Улуг-Арга (2200—2400 м), окаймляет левобережье реки Азас в верхнем течении. К востоку от него простирается вулканическое плато Сай-Тайга, постепенно переходящее в хребет Большой Саян. Плато питает многочисленные истоки рек Азас, Соруг и Бий-Хем. Над плато возвышаются столовые горы-вулканы: Шивит-Тайга − 2769 м, Кок-Хемский — 2701 м, массив Соруг-Чушку-Узю − 2517 м. Их склоны обработаны ледником. Ярко выражены кары, троги, горные гребни. В карах обычны озёра. Для вулканического плато и хребта Улуг-Арга характерен высокогорный гольцовый тип рельефа с участием альпийских форм. Обращённые к долинам рек склоны имеют резкое ледниково-эрозионное расчленение.
К западу хребет Улуг-Арга понижается и переходит в невысокую (1600—1900 м) гряду Кадыр-Эги-тайга, являющуюся водоразделом рек Азас и Баш-Хем. Рельеф — среднегорный эрозионный.
Особое место занимает междуречье рек Азас, Хамсара и Соруг. В верхнем и среднем течении река Азас оно представляет собой среднегорную грядово-холмистую равнину с высотами 1300—1800 м. Преобладают экзарационные ледниковые формы рельефа: вытянутые вдоль движения ледника гряды и холмы, троговые долины, экзарационные уступы. В понижениях развиты моренные отложения. В нижнем течении р. Азас на междуречье широко распространены ледниково-аккумулятивные образования: зандровые террасы, конечно-моренные гряды, озы, камы и др. Рельеф — низкогорный холмисто-моренный с высотами 950—1300 м. Многочисленны озёра и верховые болота. Здесь расположены наиболее крупные озёра заповедника.

### Реки и озёра

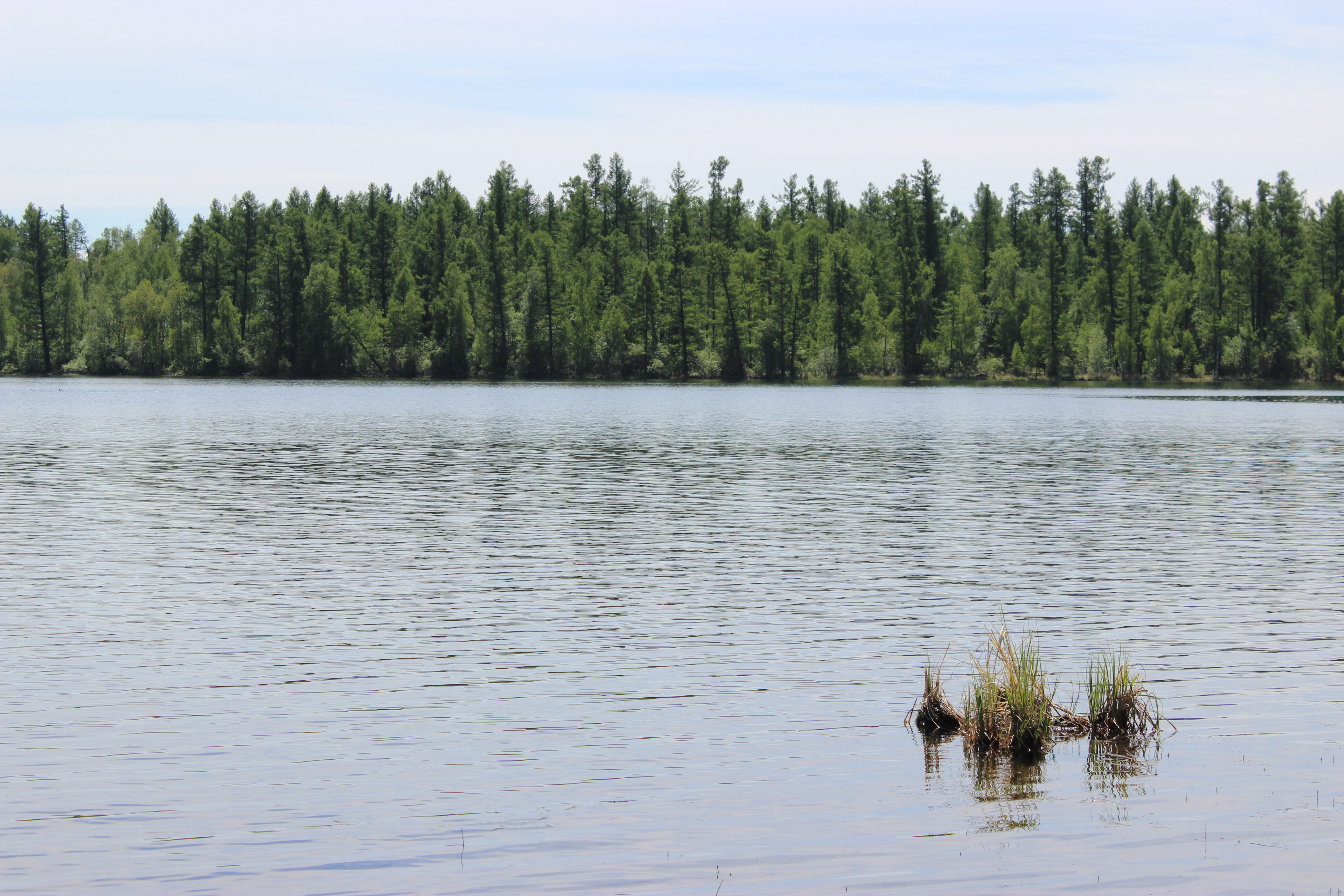
Озеро Азас

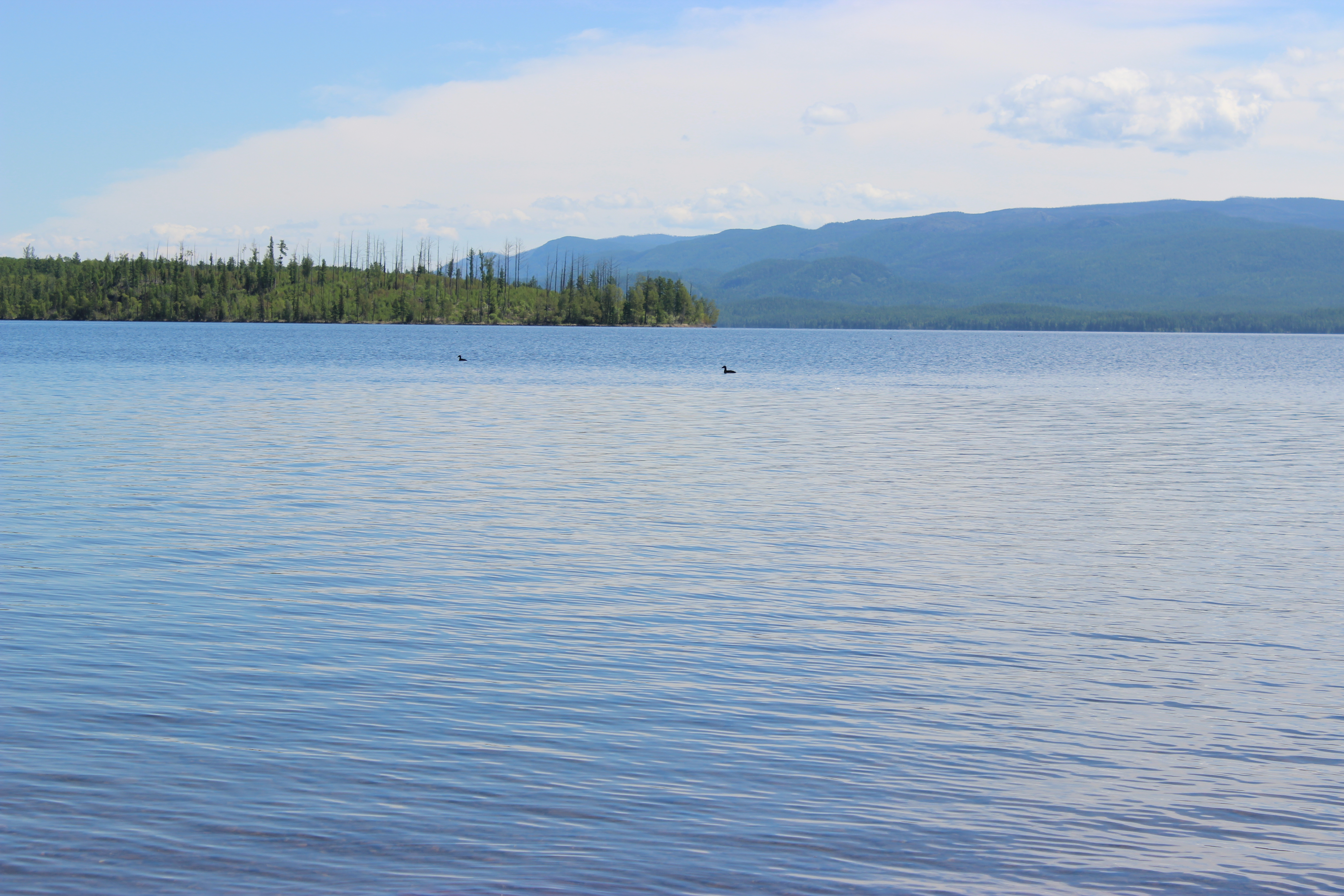
Оз. Азас

Вся гидрологическая сеть Тоджинской впадины относится к бассейну реки Большой Енисей (Бий-Хем). По территории заповедника протекают две крупных реки: в центральной части — Азас, а по северо-восточной границе — Соруг, являющийся левым притоком р. Хамсара. В южной части заповедника горные речки и ручьи стекают в р. Баш-хем, огибающую его охранную зону. На отрогах хр. Большой Саян в заповеднике начинается главный исток Бий-Хема — р. Кок-Хем. Основная водная артерия — р. Азас берёт начало на горном плато Сай-Тайга и впадает в проточное озеро Азас. Длина реки от слияния истоков до устья — 155 км,, перепад высот — 800 м. В верховьях реки ниже устья р. Хаактыг-Хем располагаются живописный Азасский водопад и скальный каньон.
На территории заповедника насчитывается 30 крупных и средних и свыше 100 мелких озёр. Они имеют преимущественно ледниковое происхождение и занимают древние долины стока, вытянутые с запада на восток по движению ледника. Наиболее крупные озёра: Маны-Холь (3070 га) и Кадыш (2580 га). Одно из самых больших и знаменитых озёр Тоджинской котловины — Азас или Тоджа (5470 га) входит в заповедник частично.
В верховьях р. Биче-Соруг имеется группа холодных минеральных источников углекислотного характера. До образования заповедника источники использовались в лечебных целях. Они охотно посещаются копытными.

### Почвы
Почвенный покров заповедника изучен слабо. В высокогорном поясе преобладают горно-тундровые дерново-перегнойные и торфянисто-перегнойные почвы. Широко распространены примитивные и горно-луговые почвы.
В верхней части лесного пояса наиболее распространены разновидности горно-таежных перегнойных кислых и торфянисто-подзолистых почв, развивающихся под чернично-зеленомошной кедровой тайгой и подгольцовыми редколесьями.
В средней полосе формируются горно-таёжные дерново-слабоподзолистые и торфянисто-перегнойные почвы под бруснично-зеленомошной кедровой и лиственничной тайгой.
В нижней части пояса, где в травяном покрове появляются злаки и богатое разнотравье, более характерны разновидности горных дерновых почв. Под берёзово-лиственничными лесами встречаются также серые лесные и лугово-чернозёмные почвы. На всём высотном интервале лесного пояса в понижениях, нижних частях северных склонов, озёрных и речных террасах, долинах ручьёв очень часты таёжно-мерзлотные торфянисто-перегнойные глеевые и торфяные болотные почвы. В условиях лугово-степной растительности обычны разновидности горных чернозёмов и лугово-чернозёмных почв.

## Растительность
На территории заповедника выделяются два основных вертикальных пояса: лесной и высокогорный. В низкогорье фрагментарно выражен степной пояс. Лесные площади занимают 73 %, горные тундры и гольцовые россыпи — 16 %. Остальные участки — болота, луга, степи, водоёмы.
В заповеднике представлен наиболее гумидный тип вертикальной поясности растительного покрова горных систем Тувы — восточно-саянский или тоджинский, характеризующий Тоджинский кедрово-лиственничный округ Восточно-Саянской горной таёжной провинции. В лесном поясе чётко прослеживается смена с высотой подтаёжных травяных лиственничных и берёзовых лесов (900—1100 м н.у.м.) на горно-таёжные лиственничные, кедровые преимущественно моховые леса (1000—1700 м) и затем подгольцовые кедровые, кедрово-лиственничные леса и редколесья (1700—1900 м). По площади абсолютно преобладают горно-таёжные леса. Высокогорный пояс (1900—2600 м) по характеру ландшафта — горно-тундровый, с включением субальпийской и альпийской растительности. К особенностям растительного покрова, обусловленным ледниковыми формами рельефа, относится широкое распространение кустарниковой растительности на флювиогляциальных речных террасах, сосновых лесов на моренных отложениях, в сочетании с мерзлотными процессами — болот и заболоченных редколесий. Характерный элемент для всех высотных поясов — скалы и каменистые россыпи с пионерными группировками растений, особенно обширно представленные в высокогорье.
Флора высших сосудистых насчитывает 925 видов, относящихся к 355 родам и 93 семействам. Ведущее место принадлежит семействам Злаковые — 96, Астровые — 92, Осоковые — 77 видов. В заповеднике произрастает 7 видов растений Красной книги РСФСР (1988): ковыль перистый, рябчик Дагана, борец Паско, венерин башмачок настоящий, венерин башмачок крупноцветковый, надбородник безлистный, неоттианте клобучковая. Флора включает около 40 регионально редких видов, часть из которых внесена в Красную книгу Республики Тыва: растения (1999): кувшинка четырехугольная, кувшинка чисто-белая, кубышка малая и др. Всего объектами Красных книг РФ и РТ являются 13 видов.
Список мохообразных из 217 видов включает 70 видов печёночных и 147 листостебельных мхов. Среди листостебельных мхов описаны новые для науки виды: Didimodon hedysariformis T . Otn ., Orthotrichum furcatum T . Otn . 11 видов листостебельных мхов являются редкими для Сибири.
В заповеднике установлено 133 вида лишайников, в том числе 8 редких для Сибири. Не изучена группа эпилитных лишайников. Инвентаризация продолжается.

## Животный мир
Изучение фауны беспозвоночных находится в начальной стадии. Ихтиофауна насчитывает 15 видов, среди которых наиболее редок таймень (Hucho taimen), занесённый в Красную книгу Республики Тыва (2002). Из земноводных обитают 2 вида — сибирский углозуб (Hynobius keyserlingi) и остромордая лягушка (Rana arvalis). Пресмыкающиеся представлены 3 видами: живородящей ящерицей (Lacerta vivipara), щитомордником Палласа (Agkistrodon halys) и обыкновенной гадюкой (Vipera berus) — видом Красной книги РТ.
Общий список орнитофауны на территории заповедника включает 230 видов, из них 138 гнездящихся (Современное состояние…2003), а с учётом охранной зоны 254 вида. Наиболее богато представлены отряды воробьинообразных, ржанкообразных, соколообразных и гусеобразных птиц. 20 редких видов птиц являются объектами Красной книги Республики Тыва (2002), из них 10 внесены в Красную книгу Российской Федерации (2001). Оптимальные условия для гнездования находят в заповеднике орлан-белохвост (Haliaeetus albicilla) — вид Красной книги МСОП, скопа (Pandion haliaetus), филин (Bubo bubo), таёжный гуменник (Anser fabalis middendorffii) и горный дупель (Gallinago solitaria).
В заповеднике обитает 51 вид млекопитающих: насекомоядные — 10, рукокрылые — 2, зайцеобразные — 2, грызуны — 17, хищные — 13, парнокопытные — 7 видов. В списке имеются 3 вида Красных книг РФ и РТ: тувинский бобр (Castor fiber tuvinicus), снежный барс (Uncia uncia) и лесной северный олень (Rangifer tarandus fennicus), ещё один вид включён в Красную книгу РТ: выдра (Lutra lutra). Тувинский бобр — эндемик Тувы, основная популяция находится на реке Азас под охраной заповедника. За время существования заказника и затем заповедника «Азас» её численность увеличилась более чем в 3 раза и стабилизировалась к 1990-м годам на уровне 70-80 особей в 19-22 поселениях.
В 2003—2004 годах выполнено по разрешениям МПР РФ отселение 17 бобров с р. Азас на р. Белин (Каа-Хемский район). После отселения численность бобров на р. Азас составляет 45-46 бобров в 13 поселениях с перспективой восстановления до прежней.